# Les Massacres du Triumvirat
Ne doit pas être confondu avec Le Massacre des Triumvirs de Nicolò dell'Abbate (anciennement attribué à Antoine Caron).
Les Massacres du Triumvirat est un tableau maniériste du peintre français Antoine Caron exposé au musée du Louvre. C'est le seul tableau de Caron signé et daté.
Il fait référence aux massacres du début du Second triumvirat de Marc-Antoine, Octave et Lépide en 43 av. J.-C. Les  triumvirs avaient décidé le massacre ou l'exil d'environ 300 opposants. Il fait aussi référence aux massacres de protestants de l'époque. Il présente de nombreux monuments de la Rome antique.

## Liens
- Ressources relatives aux beaux-arts :   - Joconde
  - Musée du Louvre (collections)
  - Utpictura18